# Qfusion
Qfusion to silnik graficzny 3D oparty na elementach kodu źródłowego Quake II. Jest on udostępniony do ściągnięcia i modyfikacji, zgodnie z Powszechną Licencją Publiczną GNU (GPL). Projekt zapoczątkował Victor Luchitz, razem z grupą siedmiu współpracowników. Silnik został zaprogramowany w języku C, do użytku we wszystkich wersjach Windows oraz komputerach z oprogramowaniem UNIX. Qfusion pomógł w ustawieniu poprzeczki dla wielu projektów opartych na silniku Quake II.
Qfusion został rozsławiony z powodu darmowej gry War§ow, korzystającej z tego silnika.